# Glaucus marginatus
Glaucus marginatus is een slakkensoort uit de familie van de Glaucidae. De wetenschappelijke naam van de soort is voor het eerst geldig gepubliceerd in 1864 door Reinhardt en Bergh als Glaucilla marginata.